# Slatri (Karangkobar)
Slatri is een bestuurslaag in het regentschap Banjarnegara van de provincie Midden-Java, Indonesië. Slatri telt 2075 inwoners (volkstelling 2010).